# بيان زيليزنوفودسك
بيان زيليزنوفودسك المعروف أيضًا باسم إعلان زيليزنوفودسك أو اتفاقات زيلزنوفودسك هو بيان سلام مشترك توسط فيه الرئيس الروسي بوريس يلتسين ورئيس كازاخستان نور سلطان نزارباييف في 23 سبتمبر 1991 بهدف القضاء على الأعمال العدوانية بين أرمينيا وأذربيجان بشأنن منطقة ناجورنو كاراباخ، التي لا تزال تعتبر منطقة تتمتع بالحكم المستقل في جمهورية أذربيجان الاشتراكية السوفيتية، لم يتم التصديق على المعاهدة رغم إجماع الآراء عليها.